# Tobu (Südzentraltimor)
Tobu ist ein indonesischer Distrikt (Kecamatan) im Westen der Insel Timor.

## Geographie
| „Dorf“ (Desa) | Verwaltungssitz | Fläche    | Einwohner | Bevölkerungsdichte |
| ------------- | --------------- | --------- | --------- | ------------------ |
| Tobu          | Tobu            | 17,48 km² | 2.386     | 136                |
| Tutem         | Fatu‘ob         | 06,00 km² | 1.363     | 227                |
| Tune          | Tune            | 15,85 km² | 1.045     | 066                |
| Bonleu        | Bonleu          | 27,71 km² | 2.276     | 082                |
| Huetalan      | Huetalan        | 02,54 km² | 0.659     | 259                |
| Pubasu        | Neke            | 01,09 km² | 0.984     | 903                |
| Bestobe       | Bestobe         | 06,27 km² | 0.853     | 136                |
| Saubalan      | Pubasu          | 21,94 km² | 0.394     | 018                |

Der Distrikt befindet sich im Nordwesten des Regierungsbezirks Südzentraltimor (Timor Tengah Selatan) der Provinz Ost-Nusa-Tenggara (Nusa Tenggara Timur). Im Westen liegt der Distrikt Fatumnasi, im Süden Nordmolo (Mollo Utara) und im Osten Polen. Im Norden grenzt Tobu an den Regierungsbezirk Nordzentraltimor (Timor Tengah Utara) mit seinen Distrikten Westmiomaffo (Miomaffo Barat) und Mutis.
Tobu hat eine Fläche von 98,88 km² und teilt sich in die acht Desa Tobu, Tutem, Tune, Bonleu, Huetalan, Pubasu, Bestobe und Saubalan. Die Desas unterteilen sich wiederum in 19 Dusun (Unterdörfer). Der Verwaltungssitz befindet sich in Tobu. Im Norden von Tobu liegt der Berg Mutis, der mit 2417 m der höchste Berg Westtimors und der gesamten Provinz. Die Dörfer liegen zwischen 832 m (Huetalan) du 1286 m (Bonleu). Das tropische Klima teilt sich, wie sonst auch auf Timor, in eine Regen- und eine Trockenzeit.

## Flora
Im Distrikt finden sich Vorkommen von Pekannussbäumen und Tannen.

## Einwohner
2017 lebten in Tobu 9.960 Einwohner in 2.310 Haushalten. 4.780 waren Männer, 5.180 Frauen. Die Bevölkerungsdichte lag bei 101 Personen pro Quadratkilometer. Eine Minderheit der Bevölkerung bekennt sich zum katholischen Glauben, die Mehrheit bilden aber Protestanten. Im Distrikt gibt es sechs katholische und 19 protestantische Kirchen und Kapellen.

## Wirtschaft, Infrastruktur und Verkehr
Die meisten Einwohner des Distrikts leben von der Landwirtschaft. Als Haustiere werden Rinder (5.919), Pferde (32), Büffel (einer), Schweine (4.488), Ziegen (50) und Hühner (83.945) gehalten. Auf 1.036 Hektar wird Mais angebaut, auf 308 Hektar Reis, auf 160 Hektar Maniok und auf 395 Hektar Süßkartoffeln. Weitere landwirtschaftliche Produkte sind Knoblauch, Kohl, Karotten, Tomaten, Auberginen, Avocados, Mangos, Tangerinen, Papayas und Bananen.
In Tobu gibt es 14 Grundschulen, vier Mittelschulen und zwei weiterführende Schulen. Zur medizinischen Versorgung stehen ein kommunales Gesundheitszentrum (Puskesmas) und drei medizinische Versorgungszentren (Puskesmas Pembantu) zur Verfügung. Im Distrikt stationierte Ärzte fehlen. Die medizinische Versorgung übernehmen 15 Hebammen, sieben Krankenschwestern und ein weiteres Mitglied des medizinischen Personals.